# Francesco de Martini
Francesco de Martini (Damasco, 9 agosto 1903 – Grottaferrata, 26 novembre 1981) è stato un generale italiano, il più decorato della Seconda guerra mondiale.

## Biografia

### Giovinezza
Secondo di cinque figli di Antonio de Martini, un ingegnere italiano nato a Smirne e vissuto nel Levante collaborando alla costruzione della ferrovia Berlino-Baghdad, e di Sofia Mokadié, figlia di un albergatore siriano in Damasco, Francesco de Martini ha studiato in Libano presso il National College. Durante la guerra italo-libica (1911-12) la famiglia de Martini verrà internata, destino condiviso con tutti gli altri italiani residenti nell'Impero ottomano, nel campo di concentramento di Deir el-Zor, collocato ai margini del deserto siriano. Nel 1918, all'età di quindici anni, fugge di casa per vivere una stagione presso una tribù beduina nel deserto siriano e, successivamente, come interprete di un reparto militare inglese.

### Arruolamento nell'esercito italiano
Il 24 novembre 1923 si presenta al distretto militare di Bari per compiere la ferma con la classe 1903 quale "ammesso nella lista di Bari 1903". Il 26 novembre dello stesso anno viene assegnato al deposito carri armati di Roma, all'epoca unico sito carrista dell'esercito italiano. Il 1º marzo 1924 viene promosso sergente e il 22 aprile 1927 giunge a Gibuti per accompagnare un carro armato Fiat 3000 che Luigi Amedeo di Savoia-Aosta, duca degli Abruzzi, regala a nome dell'Italia, al ras Tafari (il quale salendo al trono dell'Impero di Etiopia nel 1930 assumerà il nome Hailé Selassié). L'anno successivo il Ministero della guerra, su richiesta del Ministero degli affari esteri, decide che il sergente maggiore Francesco de Martini debba restare ad Addis Abeba per "tempo indeterminato", lo scopo della permanenza del sergente maggiore è quello di addestrare del personale etiopico all'uso del carro armato. Nel frattempo un tentativo di colpo di Stato guidato dal comandante della guardia imperiale etiopica, avente l'obiettivo di rovesciare il reggente ras Tafari, vede il sergente maggiore italiano intervenire di iniziativa: con il carro armato a disposizione sfonda il cancello della residenza imperiale consentendo al ras di salire a bordo e sfuggire in questo modo all'assedio dei rivoltosi. A seguito di questo avvenimento ras Tafari decide di nominare Francesco de Martini in qualità di comandante della guardia imperiale. Questa particolare condizione consente al sergente maggiore di collaborare con l'addetto militare italiano ad Addis Abeba, colonnello Vittorio Ruggero, alla predisposizione dei piani di invasione italiana dell'Abissinia, riparando otto anni dopo, nell'imminenza dell'attacco italiano, in Eritrea.

### Campagna di Etiopia e di Albania

Il colonnello Vittorio Ruggero (a sinistra) e il sergente maggiore Francesco de Martini (a destra), Beilul 1935. Sullo sfondo la banda irregolare di Beilul formata da ascari reclutati nello Yemen.

Con l'avvio della campagna etiopica, Francesco de Martini viene incaricato dal colonnello Vittorio Ruggero, nel frattempo nominato "capo dell'ufficio politico" del Comando superiore militare dell'Africa orientale italiana, di organizzare una colonna militare, successivamente denominata "Colonna dancala", formata da mercenari yemeniti da lui reclutati, per attraversare il deserto dei Dancali e in questo modo aggirare l'esercito etiopico in quel momento schierato ai confini dell'Eritrea italiana dove le truppe italiane, guidate dal generale Pietro Badoglio, premevano per l'invasione, provocando la battaglia del lago Ascianghi. Vistosi minacciato sul fianco destro, l'esercito etiopico si decide per la ritirata.
Di quel periodo ne offrì un ritratto Vittorio Beonio Brocchieri, all'epoca inviato del Corriere della Sera:
Il 18 luglio 1936, dopo l'occupazione italiana di Addis Abeba (5 maggio 1936), alcune reparti dell'esercito etiopico ripresero il controllo di alcune zone della propria capitale, costringendo alla momentanea ritirata la guarnigione italiana. In quella circostanza il sergente maggiore Francesco de Martini viene incaricato dal generale Italo Gariboldi, comandante della piazza, di proteggere la ritirata con la sua banda irregolare di àscari: in un temerario contrattacco, il reparto guidato da de Martini riesce a riprendere il controllo della capitale etiopica. Grazie a questo episodio Francesco de Martini viene decorato sul campo con la medaglia d'argento al valor militare, con la seguente motivazione:
(Addis Abeba Entotto, 20.7.1936; registrata alla Corte dei Conti 26.8.1938 reg. n° 28 a.s.f. 96; Regio decreto 6.7.1938)
Per l'attraversamento del deserto dei Dancali e la conduzione di altre valorose azioni di combattimento, Francesco de Martini viene promosso ufficiale per "merito di guerra" con la seguente motivazione:
(Sardò, 21-22 aprile 1936, Regio Decreto reg. 5843/1937 del 22.11.1937; Registrato alla Corte dei Conti il 16.12.1937, reg. n°40 foglio 176)
Al termine della campagna etiopica il sottotenente Francesco de Martini frequenta la "Scuola di applicazione" di Parma al termine della quale viene assegnato al 31º Rgt. carrista "Centauro" col quale partecipa, nell'aprile 1939 col grado di tenente, allo sbarco in Albania.

### Rientro in Africa e Seconda Guerra Mondiale

Francesco de Martini, croce di cavaliere dell'Ordine militare d'Italia e medaglia d'oro al V.M. dell'esercito italiano, ufficiale del SIM, Servizio informazioni militare, e del SIFAR, attivo in Africa e in Medio Oriente, in una foto degli anni '40.

Il 5 marzo del 1940 il tenente de Martini viene assegnato al Comando truppe Amara che lo pone alla guida della banda regolare "Danghila" composta da volontari etiopici e inserita nella XXII Brigata coloniale.
Per un fatto d'armi, accaduto il 1º giugno del 1940, il tenente de Martini viene decorato della medaglia di bronzo al valor militare con la seguente motivazione:
(A.O.I, 1º giugno 1940, Decreto del Pres. della Repubblica del 29 luglio, 1949. Registrato alla Corte dei Conti il 27.08.1949, reg. n°55 foglio 27)
Allo scoppio della Seconda Guerra Mondiale il tenente de Martini al comando della banda regolare "Danghila", partecipa alle operazioni di guerra inquadrato nella XXII Brigata coloniale, la cui bandiera verrà decorata della medaglia d'oro al valor militare.
Il 20 marzo 1941 il tenente de Martini viene assegnato all'ufficio "I" (ufficio del servizio segreto) dello Stato maggiore del Governo generale A.O.I. Il 13 luglio 1941 durante una missione a Gargori (Aussa), de Martini, in preda a un grave attacco di malaria, viene catturato dall'esercito inglese e trasferito all'ospedale di Dessié da dove evade il successivo 20 luglio.
Datosi alla macchia in territorio occupato dal nemico, il de Martini viene a conoscenza dell'esistenza di un enorme deposito di armi e munizioni collocato a Massaua-Daga, ne organizza subito il sabotaggio procurandone la distruzione. Successivamente si procura una scialuppa nel porto di Massaua con la quale raggiunge Gedda (Arabia Saudita) riprendendo contatto con il proprio Comando come da ordini del suo superiore del servizio segreto, colonnello Alessandro Bruttini. Azioni di guerra che gli varranno la medaglia d'oro al valor militare con la seguente motivazione:
(Massaua-Daga 1-7 agosto 1941 Mar Rosso 10-16 luglio 1942- Decr. Pres. lì 26 aprile 1957 (2525) registrato alla Corte dei conti il 12 luglio 1957, Esercito, (registro n 30 foglio n 252))
Giunto a Gedda, e preso contatto con la legazione italiana, Francesco de Martini riferisce al servizio segreto italiano sulla situazione nell'Africa orientale, ricevendo dal servizio l'ordine di rientrare in Eritrea per organizzarne la "resistenza", venendo nominato "capo centro" del servizio segreto italiano in A.O.I.
Il 21 luglio 1942 de Martini si imbarca per l'Eritrea sul sambuco a vela di nome Zamzam, venendo catturato nei pressi dell'isola Melma, il 1º agosto, dalla nave inglese Arpha e trasferito nel campo di prigionia PG N. 330 in Sudan dove trascorrerà i successivi 4 anni.
Per il comportamento tenuto nel corso del conflitto, il tenente de Martini verrà promosso per merito di guerra al grado di capitano con la seguente motivazione:
(Goggiam settentrionale (Etiopia). Aprile-dicembre 1940, Decreto del Capo provvisorio dello Stato 18.12.1947. Registrato alla Corte dei Conti il 30.12.1947, reg. n°27 foglio 91)

### Dal Dopoguerra alla Guerra fredda

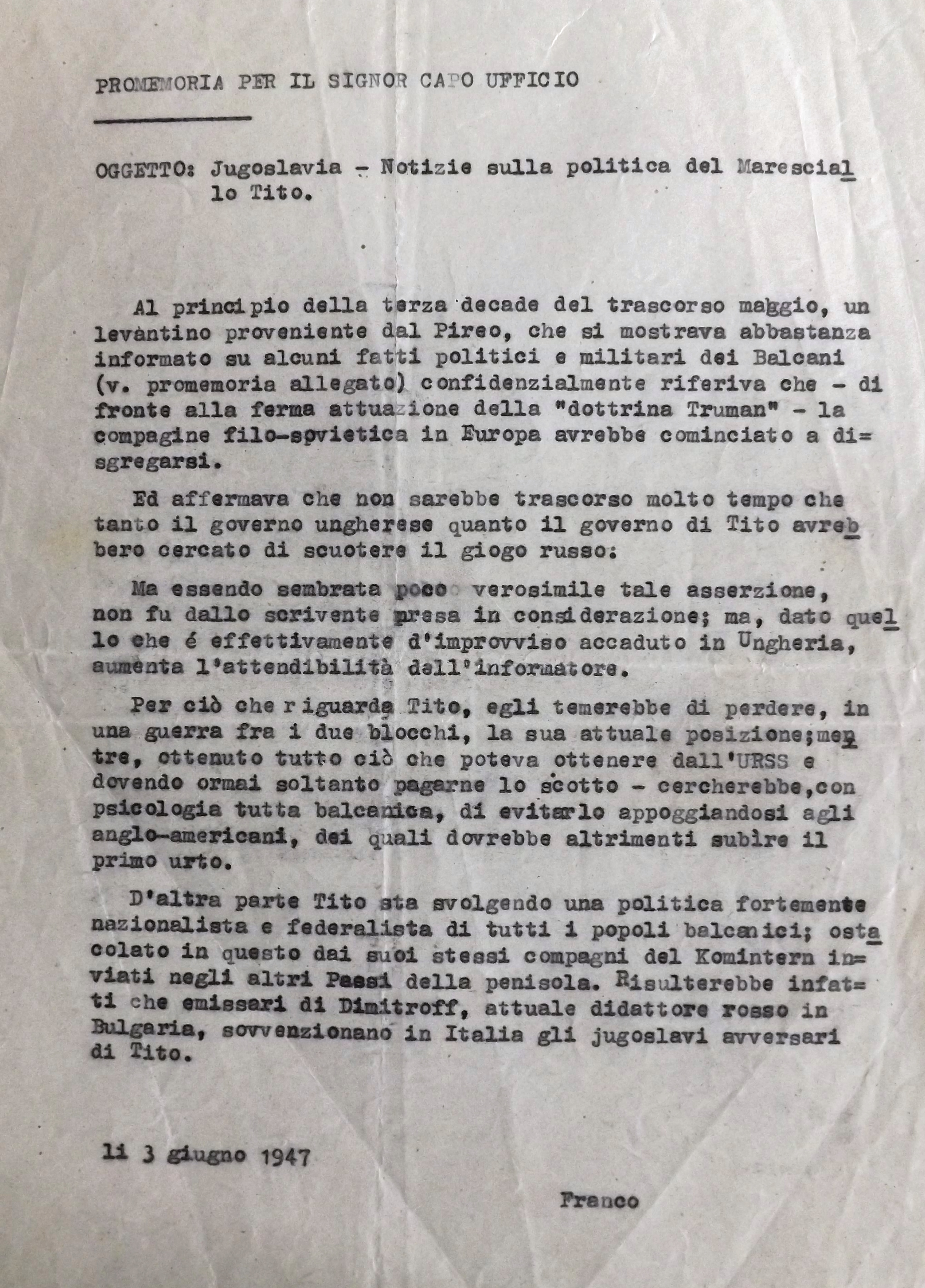
Nota SIFAR del 1947 a firma "Franco" con cui il cap. Francesco de Martini anticipava l'abbandono del blocco sovietico da parte Jugoslavia guidata dal Maresciallo Tito.

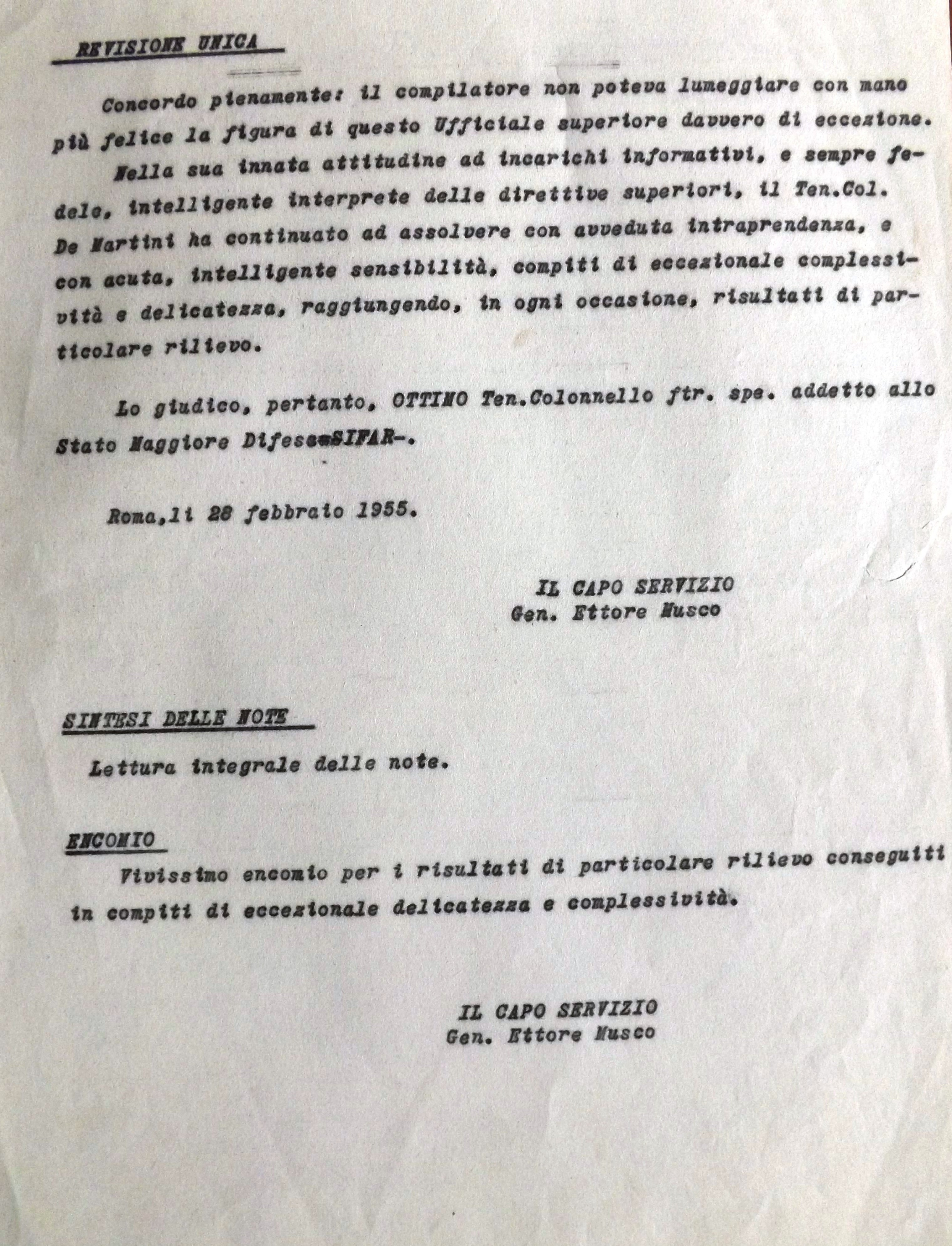
Note caratteristiche 1955 del ten.col. Francesco de Martini a firma del capo del SIFAR gen. Ettore Musco.

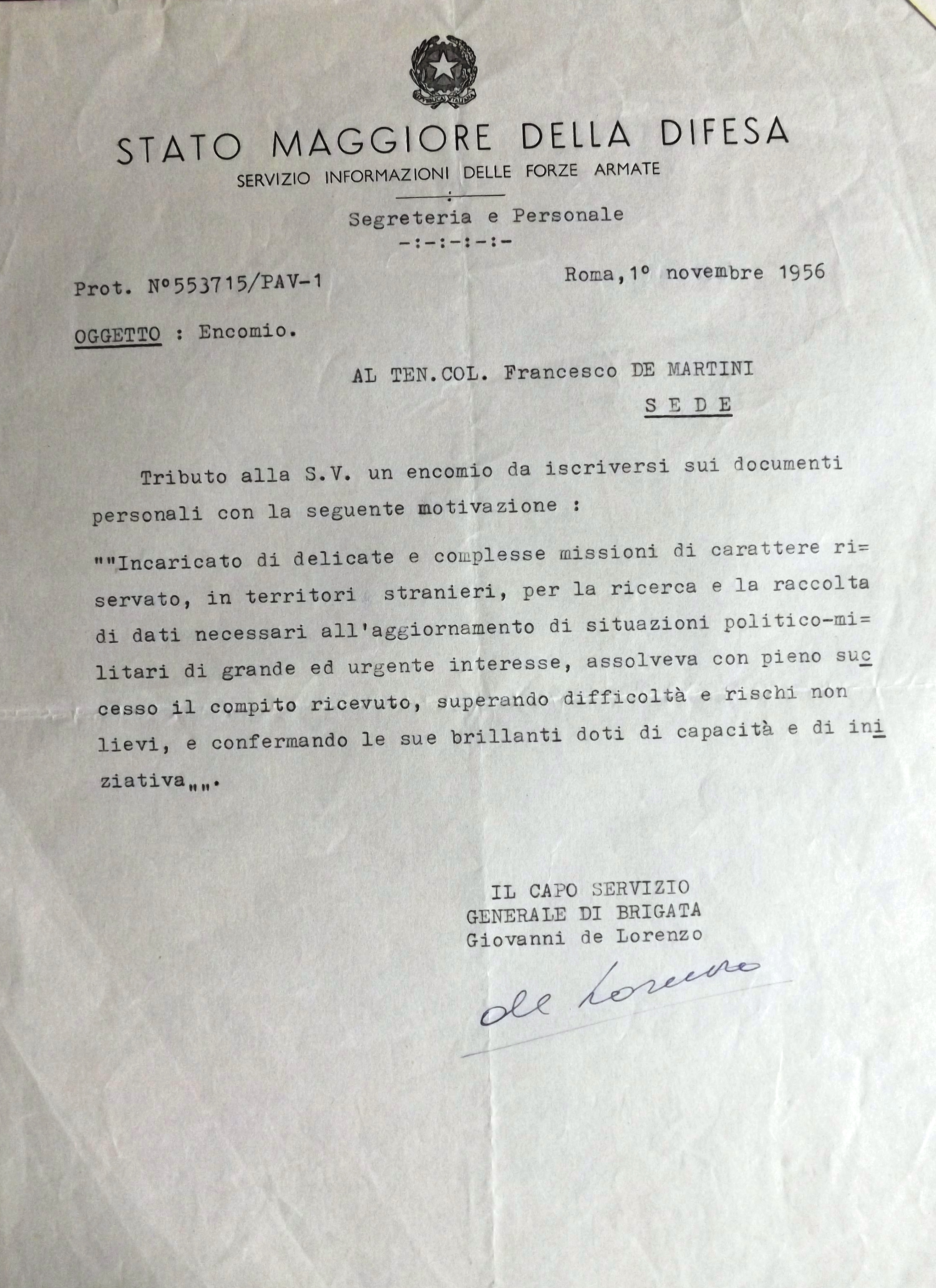
Lettera di encomio del 1º novembre 1956 al tenente colonnello Francesco de Martini da parte del capo del SIFAR gen. Giovanni de Lorenzo, per l'attività di intelligence svolta in qualità di capo centro Medio Oriente durante la Crisi di Suez.

Il 19 gennaio 1946, il tenente de Martini rientra a Napoli dalla prigionia, venendo promosso al grado di capitano in data 6 settembre 1946 per "meriti di guerra" e quindi trasferito allo Stato Maggiore dell'esercito presso "Ufficio I" (l'ufficio del servizio segreto dell'esercito). Il primo incarico del capitano de Martini fu quello di negoziare con l'ambasciatore etiopico a Washington, e che faceva scalo a Napoli nel 1946, la possibilità di ripresa delle relazioni diplomatiche tra Italia ed Etiopia. Sempre nel 1946, il capitano de Martini viene incaricato di organizzare la via di fuga della dirigenza irachena (tra cui Rachid Alì Al Ghailani) coinvolta nella dichiarazione di guerra al Regno Unito (1941) e che in forza del Trattato di pace avrebbe dovuto essere consegnata agli Alleati. Nel 1947 de Martini, con un promemoria avverte lo Stato Maggiore della disponibilità della Jugoslavia guidata dal Maresciallo Tito di uscire dall'orbita sovietica.
Il 5 febbraio del 1948 il capitano Francesco de Martini viene promosso al grado di maggiore e viene nominato capo centro Medio Oriente.